# Saffransfingersvamp
Saffransfingersvamp (Ramariopsis crocea) är en svampart som först beskrevs av Christiaan Hendrik Persoon, och fick sitt nu gällande namn av Corner 1950. Enligt Catalogue of Life ingår Saffransfingersvamp i släktet Ramariopsis, och familjen fingersvampar, men enligt Dyntaxa är tillhörigheten istället släktet Ramariopsis,  och familjen Gomphaceae. Arten är reproducerande i Sverige. Inga underarter finns listade i Catalogue of Life.